# Lankavatara sutra
Cette page contient des caractères spéciaux ou non latins. S’ils s’affichent mal (▯, ?, etc.), consultez la page d’aide Unicode.
 (février 2021).
Le Laṅkāvatāra sūtra (sanskrit : लंकावतारसूत्र, IAST : Lankāvatāra-sūtra ; chinois simplifié : 楞伽阿跋多罗宝经 ; pinyin : léngqié ābāduōluó băo jīng ; litt. « Soutra de l'entrée à Lanka » simplifié en 入楞伽经, rù léngqié jīng ou 楞伽经, léngqié jīng), tire son nom du fait qu’il serait un recueil des paroles prononcées par le Bouddha lors de son arrivée au Sri Lanka.

## Contenu
C’est un soutra mahâyâna important surtout pour l’école Chan, dont les premiers adeptes sont connus comme « maîtres de Lanka » (楞伽师). La tradition en fait le soutra préféré de Bodhidharma qui aurait fondé l’école Chan en Chine ; il contient le passage de la fleur dans lequel l’école voit l’origine de son enseignement. La philosophie qu’il véhicule est celle de l'école yogacara (Vijñānavāda), qui fait de la conscience vraie la seule réalité, la conception erronée des rapports sujet/objet faisant obstacle à la délivrance. Les concepts de nature de bouddha et des trois corps du bouddha y sont également exposés.

## Rédaction et traductions
L’avis général des spécialistes contemporains est qu’il aurait été couché sur papier au cours du IVe siècle en partie d’après des fragments plus anciens, du Ier siècle peut-être.
Ce soutra a été traduit cinq fois en chinois, la première traduction (楞伽經四卷, léngjiājīng sìjuàn) fut celle du Maître de la Loi (Dharmâcârya) indien Dharmarakṣita venu en Chine en 412, mais elle fut perdue pendant la dynastie Tang (618 – 907).
La deuxième traduction (楞伽阿跋多羅寶經, léngjiā ābāduōluó băo jīng) fut exécutée en 443 par le Maître de la Loi indien Gunabhadra (394–468) en quatre rouleaux, c'est ce que Bodhidharma appréciait et transmit à Huike (慧可), 2e patriarche de l'école Chan chinoise, en lui disant : « J'ai observé le sol chinois, c'est le seul soutra, si votre bienveillance pratique avec, vous pourrez sauver des gens. »
La troisième traduction (入楞伽經, rù léngjiā jīng) fut faite par Bodhiruci en dix rouleaux, dont la qualité fut critiquée par Fazang (法藏).
La quatrième traduction (大乘入楞伽經, dàchéng rù léngjiā jīng) fut celle de Śikṣānanda en sept rouleaux réalisée à la dynastie des Tang. Elle est plus près du texte sanskrit.
À la dynastie des Ming un bouddhiste nommé Yuanke (員珂) en fit une synthèse d'après les trois versions précédentes.
Au début du XXe siècle, un diplomate anglais a trouvé à Katmandou le soutra original en sanskrit, le savant japonais Nanjo Bunyu (南條文雄) l'a publié, un bouddhiste chinois Tan Xiyong (谈锡永) l'a traduit en chinois (入楞伽经梵本新译, rù léngjiā jīng fànběn xīnyì) en se référant des trois traductions précédents et de deux traductions tibétaines.
Ce soutra a été traduit en anglais en 1932 par le maître zen D.T. Suzuki.

### Traduction
- Shiksânanda (trad. du chinois par Patrick Carré), Soûtra de l’entrée à Lankâ, Fayard, coll. « Trésors du Bouddhisme », 2006

### Études
- D. T. Suzuki, Studies in the Lankavatara Sutra, Munshiram Manoharlal Publishers, New Delhi 1998 (1st ed. 1930),  (ISBN 81-215-0833-9)
- Christian Lindtner, The Lankavatarasutra in Early Indian Madhyamaka Literature, Copenhague, Asiatische Studien, XLV, 1 (1992), pp.244-279.
- B. Nanjio (ed.), The Laṅkāvatāra sūtra, Kyoto, Otani University Press 1923 (in Nāgarī) Internet Archive (PDF 11,8 MB)